# Cyanopepla submacula
Cyanopepla submacula är en fjärilsart som beskrevs av Walker 1854. Cyanopepla submacula ingår i släktet Cyanopepla och familjen björnspinnare. Inga underarter finns listade i Catalogue of Life.